# Spojené koželužské závody A. & J. Nejedlý v Kuklenách
Spojené koželužské závody A. & J. Nejedlý v Kuklenách, a. s. byly velkou koželužskou firmou, jež v Kuklenách existovala v letech 1910-1930 a zanikla jen díky velkému požáru, který přišel nevhod do období světové hospodářské krize, takže s obnovou závodu nemohlo být vůbec počítáno.

## Historie
První továrna firmy A. & J. Nejedlý, společnost s r. o. byla založena 1. března 1884 a. Jejím zakladatelem byl Alois Nejedlý, dlouholetý osvědčený odborník a ředitel koželužské továrny firmy H. Bergmann a syn v Novém Bydžově. Od původní výroby tříslových svrškových koží přešla společnost postupem času k úspěšné výrobě svršků chromových, jako první v Rakousku-Uhersku, a v roce 1890 do firmy vstoupili bratři Ludvík a Alois Nejedlý.
Společnost však nezažívala jen úspěchy, protože se našla i řada proher. 28. ledna 1902 vyhořela továrna čp. 184. Od svých počátků firma také zažila několik stávek, z nichž asi největší byla ta šestitýdenní z roku 1907, jež byla zakončena zvýšením mezd pracovníků o 15 % a vítězstvím národně socialistické odborové organizace nad tou sociálně demokratickou, která stávku 85 % pracovníků vyvolala, jelikož měla vůči zaměstnavateli své vlastní požadavky a ty, co byly vyjednány národními socialisty a vedením firmy schváleny, se jí nelíbily.
Téhož roku si pronajal areál bývalého nového cukrovaru továrník Alois Nejedlý, který zde zřídil továrnu na úpravu kůží. Závod byl zařizován od roku 1909, zařizování bylo skončeno až v polovině roku 1910 a závod uveden do chodu. Koželužna se záhy stala akciovou společností a nesla jméno Spojené koželužské závody A. & J. Nejedlý v Kuklenách, a. s., přičemž patřila do průmyslového koncernu Záložního úvěrního ústavu v Hradci Králové.
V září téhož roku vznikla v areálu nová přístavba a v cukrovaru byla povolena extrahárna (místnost na výrobu extraktů k vydělávání kůže). 7. prosince 1908 probíhalo komisionální řízení stran postavení kotle v bývalém cukrovaru.
7. ledna 1909 okresní hejtmanství povolilo firmě A. & J. Nejedlý převedení elektrické sítě ze stávající továrny na kůže čp. 184 do nové tovární budovy čp. 154 (bývalého cukrovaru). 12. ledna bylo povoleno na tamním dvoře zřízení váhy. 20. ledna roku následujícího byla povolena stavba domku pro vrátného, 17. března téhož roku továrna žádala okresní hejtmanství o vodoprávní povolení k vypouštění továrních vod do náhona a 30. března se v areálu bývalého cukrovaru konalo komisionální ohledání.
V zápisu za rok 1910 se o firmě v Pamětní knize obce Kuklen píše: „Firma A. & J. Nejedlý provozuje živnost od 1/4 1910 a zaměstnává 35 tovaryšů, 98 pomoc. dělníků, 3 učně, 6 úředníků a 1 praktikanta. Používá parního stroje o 300 P. H. Ročně zpracuje se materiálu za 5 600 000 K.“ O 2 roky později se firma A. & J. Nejedlý, koželužská továrna v Kuklenách a královéhradecká továrna na kůže Alois Nejedlý v Kuklenách sloučily z důvodů, aby předešly konkurenci, kterou samy sobě navzájem činily, a aby na světovém trhu snadněji soutěži čelily, jsouce mohutnější svým sloučením a levnější výrobou díky zredukování režie v podobě soustředění agendy obou podniků. Obě firmy byly zapsány do obchodního rejstříku dle společenské smlouvy z 23. března 1912 pod názvem Spojené koželužské závody A. & J. Nejedlý v Kuklenách s. r. o. se sídlem v Hradci Králové. 28. září téhož roku vypukl požár v koželužně firmy S. Hanuš a syn, který se v krátké době značně rozšířil a zachvátil i skladiště firmy Nejedlý.
Rozvoj firmy zbrzdila také 1. světová válka. Nešlo jen o nedostatek pracovních sil, ale i o významné výdaje finanční, např. na IV. válečnou půjčku upsala firma 50 000 K. Značná výroba tříslového zboží, jehož dobrá jakost byla obecně známa, umožnila ve válečných letech příděl největšího kontingentu tříslového zboží pro výzbroj a vojenskou obuv v Čechách. Za rok 1915 docílil podnik hrubého zisku 1 024 197,98 K, z něhož po všech odečtech zůstalo 460 698,18 K. I v následujících válečných letech bylo docíleno velmi dobrých výsledků, a tudíž i rostoucího zisku. Podniky byly až do roku 1919 vedeny pod společností s ručením omezeným, načež byla změněna ve společnost akciovou.
Poválečné změny poměrů zprvu nepřinesly nic dobrého, neboť 28. prosince 1918 vyhořela továrna čp. 184 (truhlárna a sušárna kůží). Hned 11. března následujícího roku firma žádá o povolení úpravy vyhořelého objektu. 22. března se konala komise ohledně vlečné dráhy do továrny. 24. května téhož roku byla firma spolu se Seyfriedovou požádána obcí o příspěvek na zavedení elektrického osvětlení na nádraží. 9. července okresní politická správa povolila rozšíření továrny Nejedlých stavbou sušárny nad chromárnou. 28. října byla povolena stavba železniční vlečky. 14. listopadu 1919 byla svolána ustavující valná hromada nově vzniklé akciové společnosti, jejíž základní kapitál obnášel 4 mil. Kč a byl rozložen na akcie po 200 Kč. První správní radu tvořili Ludvík a Alois Nejedlí, továrníci v Kuklenách, František Polický, velkoprůmyslník v Jaroměři, JUDr. Max. Záveský, náměstek ředitele Zemské banky v Praze a Stanislav Kolářský, vrchní ředitel Záložního úvěrního ústavu v Hradci Králové, kteří byli zvoleni na dobu 5 let.
Společnost brala v úvahu i různé finanční potřeby státu a obce. Mnohými dary pomáhala i potřebným. V říjnu 1919 upsala firma na státní půjčku republiky 250 000 Kč. V listopadu téhož roku daroval továrník Nejedlý 2 000 Kč na vánoční nadílku. V květnu následujícího roku upsala u ZÚÚ 100 000 Kč na státní prémiovou půjčku.
1. července 1920 přestala firma Alois Nejedlý provozovat tovární úpravu kůží v bývalém novém cukrovaru. Živnost tu převzala firma Dermalid v Kuklenách. Též zanikla továrna na automobily Oekonom, usídlená taktéž v novém cukrovaru, a byla přenesena do Pardubic. Téhož roku byl založen fond pro ztráty z poklesu cen koží, který způsobil velké problémy v celém kožedělném průmyslu.
28. srpna 1920 byla položena vlečka z nádraží do továrny Nejedlých. 16. listopadu 1921 oznámily Spojené závody koželužské A. & J. Nejedlý, že dají obci do úschovy vkladní knížku Obchodní banky na 90 000 Kč pro zřízení dělnické opatrovny pro své dělnictvo jen proti potvrzení, že to je pro dělnictvo jejich závodu. Ale obec o 2 dny později odpověděla, že potvrzení vydat nemůže, jelikož obecní zastupitelstvo se 13. září usneslo, že firma onu částku pro zdejší opatrovnu složí, ale nejednalo se o zařízení pro dělnictvo firmy Nejedlých, nýbrž pro veškeré kuklenské. V roce 1920 bylo dosaženo čistého zisku 2 495 487,56 Kč, rok 1921 skončil pro společnost ziskem ve výši 1 340 158,02 Kč a následující jen 595 807,09 Kč. Na 1 akcii byla vyplácena dividenda 28 Kč. Zároveň bylo poskytnuto 20 000 Kč podpůrnému fondu pro úřednictvo a stejná částka podpůrnému fondu pro dělnictvo. Ve stejném roce dochází i k rozporům se Seyfriedovou firmou, a to ohledně stanovení hranic mezi jejich pozemky i přístupu na ně při čištění kanálu. Teprve 27. března 1922 došlo k rozhodnutí a 5. dubna si dala obec vložit do knih, že „má kdykoliv právo čistiti kanál, dvorem Seyfriedovým procházející, a za tím účelem též kdykoliv přístup na jeho pozemek.“ V témže roce došlo také ke změně stanov společnosti.
Hlavním předmětem výroby se ve 20. letech 20. století staly známé značky „Perfekt“ jako: prvotřídní hovězí box, boxkips a telecí box, jakož i všechny druhy tříslového zboží, jak svrškového, tak i podešvového. Zájem a obliba tříslového zboží svrškového dala podnět ke koupi továrních objektů firmy Josef Seykora a synové v Kostelci nad Orlicí, ve kterých společnost hodlala vyrábět své známé výrobky tříslového zboží, a to svrškové i podešvové, kdežto v kuklenské továrně hodlala produkovat veškeré zboží chromové, přičemž kosteleckou koželužnu, moderní elektrárnu a pilu s přilehlými objekty získala v dražbě, jež se konala 30. září 1924.
11. dubna 1924 schválila městská rada změnu regulačních čar před nádražím v Kuklenách, která se týkala směnné smlouvy mezi obcí a firmou a služebností vlečky. Firma se na oplátku zavázala, že odevzdá oněch 90 000 Kč na zřízení opatrovny. 13. listopadu 1924 zemřel spoluzakladatel firmy Ludvík Nejedlý, který na onen svět následoval jiného svého konkurenta – Josefa Seyfrieda, jenž zemřel 28. října téhož roku, což bylo první velkou ránou pro firmu. Druhou byly neustálé spory o náhon a odpadní vody do něho vypouštěné, a tak v říjnu 1925 firma obdržela podle výsledků komisního jednání ze 30. září povolení k výstavbě čisticího zařízení odpadních vod z koželužny.
Továrna se dále rozvíjela a zisk byl používán k dalšímu vnitřnímu zesílení podniku. V roce 1928 zvýšila akciovou jistinu na 5 000 000 Kč, ale světová hospodářská krize ji dostávala postupně na dno. Vývoz vázl, a tak musel být omezován i provoz továren. Roku 1929 byl vykázán zisk jen 18 751 Kč a následující rok skončil ztrátou 1 901 812 Kč. V ní však také byla zahrnuta část škody, kterou společnost utrpěla při požáru 10. září 1930, jemuž padly za oběť mimo přední budovu, spojenou se skladištěm, a z větší části strojoven všechny zbývající budovy, jakož i obrovské zásoby koží všeho druhu. Škoda činila několik milionů, ale byla kryta pojištěním. Úspěchem hasičů a vojska byly zachráněny alespoň sousední budovy firmy Seyfried.
Závody trpěly nadále neuspořádanými poměry na trhu usní a poklesem cen výrobků. Nicméně již v roce 1930 vykázaly přibližně stejný obrat jako roku 1928. Celá výroba byla ale přesunuta do Kostelce nad Orlicí. 28. prosince 1932 se v odbočce České průmyslové banky v Hradci Králové konala valná schůze, na níž byla schválena bilance za rok 1931. Dále bvlo usneseno, aby ztráta za rok 1931 spolu se ztrátami z dřívějších let se uhradila snížením akciového kapitálu z 5 mil. Kč na 1 mil. Kč.
16. dubna 1934 začala firma Bratři Hamplové v Pražském Předměstí odstraňovat zbytky spáleniště továrny. Továrna tak úplně zanikla. Jeden ze dvou komínů byl rozbořen a větší objekt zdiva trčícího zbořeniště byl zbourán a rozprodán na materiál. Jen v kancelářích nadále pracovalo úřednictvo pro továrnu v Kostelci nad Orlicí. V srpnu téhož roku byla všechna skladiště pronajata družstvu obilního skladiště v Hradci Králové jako komisionáře obilního monopolu Čs. obilní společnosti. Rok 1936 skončil ziskem 8 528 Kč, jehož bylo použito ke sníženi bilanční ztráty z roku 1935 ve výši 62 283 Kč. Za rok 1938 firma skončila s čistým ziskem 20 161,55 Kč, který byl použit ke snížení ztráty převedené z roku 1937 28 363,80 Kč.
Kostelecká továrna fungovala po celé období německé okupace, ale v roce 1948 byla znárodněna. Nástupnickou továrnou se stala společnost Osinek, která vyráběla brzdové, třecí a těsnicí materiály na bázi azbestu. Také ze staré budovy někdejší koželužny nezůstalo nic, protože po roce 1990 byla provedena její demolice.